# St. Stanisław Kostkas katedral
St. Stanisław Kostkas katedral (polsk Bazylika archikatedralna p. w. św. Stanisława Kostki) ligger ved Piotrkowska-gaden 273 og er den største religiøse bygning i Łódź. Med sine 101 meter er den også byens højeste bygning og den 7. højeste kirke i Polen.
Katedralen er en treskibet basilika med grundplan som et latinsk kors. Den præges tydeligt af fransk og tysk gotik, og er inspireret af Chartreskatedralen.

## Historie
Bygningskomiteen blev oprettet allerede i 1895 og bestod af datidens største fabrikanter i Łódź: Juliusz Heinzel, Edward Herbst og Juliusz Kunitzer. Grundstenen blev indviet 16. april 1901 af Warszawas ærkebiskop Wincenty Chościak-Popiel.
Kirkebygningen, i lysegule mursten fra Nedre Schlesien (den såkaldte Rohbau-stil), blev bygget i årene 1901-1912 efter tegninger af det tyske firma Wende i Zarske og Emil Zillmann fra Berlin, med små korrektioner udført af arkitekterne Józef Dziekoński fra Warszawa, Sławomir Odrzywolski fra Kraków og Siegfried Stern fra Wien. Tårnet stod færdigbygget i 1927 efter tegninger af Józef Kaban Korski.
Katedralen blev skadet under en brand i 1971 og er senere blevet restaureret. Den blev besøgt af pave Johannes Paul II den 13. april 1987.

51°44′55.75″N 19°27′34.59″Ø / 51.7488194°N 19.4596083°Ø